# Calacadia osorno
Calacadia osorno là một loài nhện trong họ Amphinectidae. Loài này phân bố ở Chile.